# Trebbichau an der Fuhne
Trebbichau an der Fuhne ist ein Ortsteil der gleichnamigen Ortschaft der Stadt Südliches Anhalt im Landkreis Anhalt-Bitterfeld in Sachsen-Anhalt, (Deutschland).

## Geografie
Das Dorf Trebbichau an der Fuhne liegt zwischen der Kreisstadt Köthen (Anhalt) und Halle (Saale). Das Gebiet um den nach Nordwesten fließenden Abschnitt der Fuhne ist waldarm und wird landwirtschaftlich intensiv genutzt. Nach Norden steigt das Gelände allmählich auf 97 m ü. NHN an; südlich der Fuhne, die hier die Grenze zum Saalekreis markiert, erhebt sich der 250 m hohe Petersberg.

## Geschichte
In einer Schenkungsurkunde aus dem Jahre 951 Ottos des Großen an Markgraf Gero wird Trebbichau (Trebucouuici) erstmals erwähnt. Danach taucht es 1484 in einer Urkunde auf, der heutige Ortsteil Hohnsdorf wird im Jahr 1156 erwähnt.
Die Erklärung des Namens ist schwer nachvollziehbar. Mundartlich sagt man heute noch „Drebbiche“, was als „Gut des Trêbich“ auslegt und so viel wie nützlich, geschickt, tüchtig oder hübsch bedeutet.
Die aus dem 11. Jahrhundert stammende Hohnsdorfer Kirche gehört zu den ältesten im Landkreis.
Am 20. Juli 1950 wurde die bis dahin eigenständige Gemeinde Hohnsdorf nach Trebbichau eingemeindet.
Bis zum 31. Dezember 2009 war Trebbichau an der Fuhne eine selbständige Gemeinde mit dem zugehörigen Ortsteil Hohnsdorf. Auf einer Gemeindefläche von 4,23 km² lebten 372 Einwohner (31. Dezember 2008). Am 1. Januar 2010 schloss sich Trebbichau der neu gebildeten Stadt Südliches Anhalt an. Letzter Bürgermeister von Trebbichau an der Fuhne war Elfe Glauch.

## Religion
Trebbichau hat keine eigene Kirche. Auf evangelischer Seite gehört der Ort zur Kirchengemeinde An der Fuhne mit Pfarrsitz in Görzig; die nächstgelegene Kirche ist die Dorfkirche in Hohnsdorf. Auf katholischer Seite ist die Pfarrei St. Maria mit Sitz in Köthen für Trebbichau zuständig; die nächste Filialkirche ist die Heilig-Geist-Kirche in Görzig.

## Verkehrsanbindung
Trebbichau liegt an der Straßenverbindung von Köthen (Anhalt) nach Halle (Saale). Der Autobahnanschluss Löbejün befindet sich 7 km westlich von Trebbichau (A 14 Magdeburg – Halle). Der nächste Bahnhof befindet sich im neun Kilometer entfernten Weißandt-Gölzau (Bahnlinie Magdeburg – Halle).